# 577 프로젝트
《577 프로젝트》는 2012년에 개봉한 대한민국의 영화이다.

## 캐스팅
- 하정우
- 공효진
- 김근현
- 김성균
- 이승하
- 한성천
- 강신철
- 차현우
- 박아인
- 이지훈
- 최희서
- 하석
- 이수인
- 이승준
- 김준규
- 김혜화
- 최진욱
- 이상원
- 양지수